# フリードリッヒ・マックス・トラウツ
フリードリッヒ・マックス・トラウツ (ドイツ語:Friedrich Max Trautz) (1877年6月3日-1952年4月6日)は、ドイツの日本学学者である。ベルリンに日本学研究所を、京都にドイツ学研究所を設けた。29歳の時、奈良武次の下日本語を勉強する。著書に日本統治時代の朝鮮について書かれた『日本、朝鮮そして台湾』がある。1952年4月6日、生まれ故郷のカールスルーエにて死去。享年74

## 著書
- 『東海道─徳川時代の文化史と地域学への一貢献』(Der Tōkaidō, die Hauptverkehrsader des mittelalterlichen Japan, ein Beitrag zur Kulturgeschichte und Topologie der Tokugawa-Zeit), 1926年、ベルリン、論文
- 『セイロン』(Ceylon), 1926年、ベルリン
- 『日本、朝鮮そして台湾』(Japan, Korea und Formosa), 1930年、ベルリン
- Der Große Stūpa auf dem Kōyasan, 1934年
- Shūzō Kure, Hartmut Walravens (Hrsg.): Philipp Franz von Siebold. Leben und Werk. (Tokyo 1926) Deutsche, wesentlich vermehrte und ergänzte Ausgabe, bearbeitet von Friedrich M. Trautz. Iudicium, München 1996, ISBN 3-89129-497-2.